# Thru These Walls
Thru These Walls è un singolo del cantante britannico Phil Collins, il primo estratto dall'album Hello, I Must Be Going! nel 1982.

## Descrizione
Il testo del brano segue il punto di vista di un uomo che ascolta di nascosto attraverso il muro di casa i suoi vicini mentre sono impegnati in attività sessuali.
Musicalmente la canzone presenta affinità con In the Air Tonight, mantenendo la stessa atmosfera cupa e lo stesso effetto di riverbero nella batteria.

## Tracce
- 7"

1. Thru' These Walls
2. Do You Know, Do You Care?

## Formazione
- Phil Collins – tastiera, batteria, voce, marimba
- Daryl Stuermer – chitarra
- Mo Foster – basso

## Classifiche
| Classifica (1982) | Posizione massima |
| ----------------- | ----------------- |
| Francia           | 15                |
| Irlanda           | 27                |
| Italia            | 17                |
| Paesi Bassi       | 48                |
| Regno Unito       | 56                |
| Spagna            | 15                |